# Okręg wyborczy nr 54 do Sejmu Polskiej Rzeczypospolitej Ludowej (1989–1991)
Okręg wyborczy nr 54 do Sejmu Polskiej Rzeczypospolitej Ludowej (1989–1991) obejmował województwo leszczyńskie. W ówczesnym kształcie został utworzony w 1989. Wybieranych było w nim 4 posłów w systemie większościowym.
Siedzibą okręgowej komisji wyborczej było Leszno.

## Wybory parlamentarne 1989

### Mandat nr 212 –Polska Zjednoczona Partia Robotnicza
| Kandydat | I tura | I tura | II tura | II tura |
| Kandydat | Głosów | %      | Głosów  | %       |
| --- | ------ | ------ | ------- | ------- |
| Józef Bąk | 50 051 | 33,39  | 53 862  | 43,71   |
| Hieronim Nowak                                                                                                  | 28 296 | 18,88  | 37 759  | 30,64   |
| Kazimierz Paszek                                                                                                | 24 971 | 16,66  | —       | —       |
| Liczba głosów ważnych: 149 882 (I tura) • 123 223 (II tura) Źródło: Państwowa Komisja Wyborcza I tura i II tura |        |        |         |         |

### Mandat nr 213 –Zjednoczone Stronnictwo Ludowe
| Kandydat | I tura | I tura | II tura | II tura |
| Kandydat | Głosów | %      | Głosów  | %       |
| --- | ------ | ------ | ------- | ------- |
| Janusz Maćkowiak                                                                                                | 42 794 | 28,82  | 50 834  | 41,12   |
| Krystyna Jachimowska                                                                                            | 41 094 | 27,67  | 42 531  | 34,41   |
| Kazimierz Zdonek                                                                                                | 18 387 | 12,38  | —       | —       |
| Liczba głosów ważnych: 148 503 (I tura) • 123 615 (II tura) Źródło: Państwowa Komisja Wyborcza I tura i II tura |        |        |         |         |

### Mandat nr 214 – bezpartyjny
| Kandydat                                                          | Głosów | %     |
| ----------------------------------------------------------------- | ------ | ----- |
| Adela Dankowska                                                   | 72 218 | 54,33 |
| Tadeusz Cegielski                                                 | 23 038 | 17,33 |
| Teresa Grząślewicz                                                | 8943   | 6,73  |
| Jan Krajka                                                        | 7166   | 5,39  |
| Marian Juskowiak                                                  | 5540   | 4,17  |
| Michał Misiewicz                                                  | 3998   | 3,01  |
| Sylwester Jańczak                                                 | 2921   | 2,20  |
| Liczba głosów ważnych: 132 920 Źródło: Państwowa Komisja Wyborcza |        |       |

### Mandat nr 215 – bezpartyjny
| Kandydat                                                          | Głosów | %     |
| ----------------------------------------------------------------- | ------ | ----- |
| Marek Jurek                                                       | 69 428 | 52,86 |
| Henryk Hrapek                                                     | 13 303 | 10,13 |
| Andrzej Kusztelak                                                 | 8941   | 6,81  |
| Regina Zapał                                                      | 8387   | 6,39  |
| Jan Szczerbal                                                     | 7252   | 5,52  |
| Bogdan Wróblewski                                                 | 6153   | 4,69  |
| Jacek Pytel                                                       | 4215   | 3,21  |
| Witold Omieczyński                                                | 3639   | 2,77  |
| Liczba głosów ważnych: 131 332 Źródło: Państwowa Komisja Wyborcza |        |       |